# Аура (река)
Аура (нем. Aura) — река в Германии, протекает по земле Бавария. Относится к бассейну реки Зинн. Длина потока — 8,4 км. Площадь бассейна реки превышает 58 км².
Речная система реки: Зинн → Франконская Зале (Френкише-Зале) → Майн → Рейн.

## Этимология
Название ручья происходит от древневерхненемецких слов aha («водный поток», «река») и ūr («тур») и может означать «поток, возле которого встречаются дикие быки (туры)».